# 189P/NEAT
189P/NEAT, komet Jupiterove obitelji, objekt blizu Zemlji